# Губичи (Львовская область)
Губичи (укр. Губичі) — село в Добромильской городской общине Самборского района Львовской области Украины.
Население по переписи 2001 года составляло 534 человека. Занимает площадь 1,02 км². Почтовый индекс — 82041. Телефонный код — 3238.